# (33818) 2000 AK97
2000 AK97 (asteroide 33818) é um asteroide da cintura principal. Possui uma excentricidade de 0.08342120 e uma inclinação de 16.50974º.
Este asteroide foi descoberto no dia 4 de janeiro de 2000 por LINEAR em Socorro.